# Legio I Germanica
Legio I Germanica (I Германський легіон) — римський легіон.

## Історія
Був створений Гаєм Юлієм Цезарем у 48 році до н. е. під час громадянської війни з Гнеєм Помпеєм Великим. Того ж року звитяжно бився при Фарсалі. У 43 році до н. е. під орудою Гая Вібія Панси брав участь у битві при Галльському Форумі проти Марка Антонія. У 41 році до н. е. зміцнений Октавіаном Августом, а у 36 році до н. е. брав участь у війні проти Секста Помпея.
Між 30 та 16 роками легіон знаходився у Тарраконській Іспанії, перебуваючи у Колонії Юлії Гемелл (сучасне м. Ацці). Після цього з 29 року до н. е. до 19 року н. е. цей легіон брав участь у тривалих війнах з підкорення Марком Агріппою кантабрійських племен. Окремі частини перебували в Італії, Іспанії та Мавретанії. У 17 році до н. е. вони об'єдналися в Іспанії.
У 16 році до н. е. було перебазовано до Германії з табором у Монгутіаку (сучасне м. Майнц). Того ж року брав участь у походах Друза Старшого проти германців. У 6 році н. е. був у складі військ Тиберія, що готувався атакувати держави маркоманів з царем Марободом.
З 9 до 13 року стояв табором у провінції Нижня Германія разом з легіонами V, XX і XXI, на території племені убіїв у м. Ара Убіорум (сучасне м. Кельн), де їх зібрав Цеціна для походу проти германців. У 13 році разом з іншими римськими легіонами у Германії був підпорядковано Германіку.
Під час перебування Legio I Germanica в Ара Убіорум надішла звістка про смерть імператора Октавіана Августа та отримання влади Тиберієм. Тоді легіон підняв бунт проти останнього, підтримуючи Германіка. Втім цей легіон було швидко заспокоєно. У 15 році він брав участь у поході проти германських племенем хаттів та бруктерів. У 16 році був учасником військової кампанії у Германії та відзначився у битві при Ідіставізо.
У 21 році брав участь на чолі з Торкватом Новеллієм Аттіком у придушенні повстань галльських племен андекаврів та туронів. У 35 році перебазовано до Колонії Августи (сучасне м. Кельн).
Після цього до 68 року відомостей про легіон немає. В цей момент легіон стояв табором у Бонні. Він був першим, що визнав Вітеллія, що спричинив приєднання всіх інших легіонів Нижньої Германії. Половина особового складу Legio I Germanica вирушила до Італії під командою легата Фабія Валента та вступила в битву при Кремоні. Після цього вони були розсіяні в Іллірику разом з іншими військами Вітеллія. Інша половини легіону, що залишилася в Германії, була спрямована проти Гая Юлія Цивіліса. Проте зазнав поразки від батавів, потім здійснив марш на чолі з Гордеоніем, своїм начальником, проти Цивіліса, і на Майнц на чолі з Вокулою. Після вбивства останнього вони долучилися до Галльської імперії і проголосили вірність узурпаторові Цивілісу, але швидко від нього відступили до медіоматрікам і там приєдналися до армії Квінта Петіллія Церіала, з яким рушили проти батавів. Але у битві при Треворумі (сучасний Трир) легіон зазнав невдачі. Під час реорганізації Веспасіана у 70 році легіон було ліквідовано, його залишки приєднані до Legio VII Gemina.